# Easton (Misuri)
Easton es una ciudad ubicada en el condado de Buchanan en el estado estadounidense de Misuri. En el Censo de 2010 tenía una población de 234 habitantes y una densidad poblacional de 156,04 personas por km².

## Geografía
Easton se encuentra ubicada en las coordenadas 39°43′22″N 94°38′23″O / 39.72278, -94.63972. Según la Oficina del Censo de los Estados Unidos, Easton tiene una superficie total de 1.5 km², de la cual 1.5 km² corresponden a tierra firme y (0.17%) 0 km² es agua.

## Demografía
Según el censo de 2010, había 234 personas residiendo en Easton. La densidad de población era de 156,04 hab./km². De los 234 habitantes, Easton estaba compuesto por el 95.3% blancos, el 0% eran afroamericanos, el 1.28% eran amerindios, el 0.43% eran asiáticos, el 0% eran isleños del Pacífico, el 0% eran de otras razas y el 2.99% pertenecían a dos o más razas. Del total de la población el 4.7% eran hispanos o latinos de cualquier raza.